# Marine-Bordflak-Brigade Nord
Die Marine-Bordflak-Brigade Nord war eine Brigade der deutschen Kriegsmarine im Zweiten Weltkrieg.

## Geschichte
Die Marine-Bordflak-Brigade Nord wurde am 15. März 1943 im Bereich der Kriegsmarinedienststelle Hamburg aufgestellt. Der Chef der Kriegsmarinedienststelle Hamburg war anfangs der Kommandeur der Marine-Bordflak-Brigade Nord. Die Brigade unterstand dem Marineoberkommando Nord.
Der Brigade wurden die 1. Marine-Bordflak-Abteilung und die 2. Marine-Bordflak-Abteilung unterstellt, welche Anfang Juli 1941 aus der Marine-Bordflak-Abteilung 200 gebildet worden waren. Die Marine-Bordflak-Abteilung 200 war zum 4. August 1940 aufgestellt worden und der Kriegsmarinedienststelle Hamburg unterstellt. Am 20. März 1943 wurden diese beiden Abteilungen zur Aufstellung weiterer Marine-Bordflak-Abteilungen verwendet. Die 1. Marine-Bordflak-Abteilung bildete die Marine-Bordflak-Abteilung Stettin, Oslo und Bordeaux. Die 2. Marine-Bordflak-Abteilung bildete die Marine-Bordflak-Abteilung Hamburg und Rotterdam.
Die bereits existierende Marine-Bordflak-Abteilung Süd wurde im Juni 1943 in zwei Abteilungen (1. Marine-Bordflak-Abteilung Süd (Genua) und 2. Marine-Bordflak-Abteilung (Castellammare)) geteilt, welche nicht der Brigade unterstellt waren. Zusätzlich wurden im Oktober 1943 Marine-Bordflak-Abteilungen in Piräus und Eupatoria gebildet, welche aber auch nicht der Brigade unterstellt wurden.
Anfang Oktober 1943 wurden alle Abteilungen der Brigade umbenannt und erhielten fortan Nummern statt Ortsnamen. Mitte Dezember 1944 kamen durch Umbildung noch die 5. Marine-Bordflak-Abteilung (Rendsburg), 6. (Langeoog) und 7. (Narvik) hinzu.
Ende April 1945 wird im Kriegstagebuch der Seekriegsleitung vermerkt, dass die Brigade anscheinend freiwillig und ohne Abstimmung Personal und Waffen zum Landeinsatz freigegeben hatte, wodurch diese daher nicht mehr für andere Neuaufstellungen, z. B. des Flotten-Flak-Regiment 1, zur Verfügung standen.

## Kommandeure
- Vizeadmiral Walter Lohmann: von der Aufstellung an
- Vizeadmiral Fritz Lamprecht: bis Kriegsende

## Gliederung
- Die Marine-Bordflak-Abteilung Stettin wird im Oktober 1943 zur 1. Marine-Bordflak-Abteilung mit fünf Kompanien (Aalborg, Swinemünde, Stettin, Danzig, Riga) umgegliedert. Im Dezember 1944 werden Teile der Abteilung zur Aufstellung der 5. Marine-Bordflak-Abteilung (Rendsburg) herangezogen. 1945 wurde die Abteilung nach Neustrelitz verlegt und stand im April 1945 in Rostock.

- Die Marine-Bordflak-Abteilung Hamburg wird im Oktober 1943 zur 2. Marine-Bordflak-Abteilung mit vier Kompanien (Hamburg, Hamburg-Neuhof, Wilhelmshaven, Kiel-Holtenau). Im Dezember 1944 werden Teile der Abteilung zur Aufstellung der 6. Marine-Bordflak-Abteilung (Langeoog) herangezogen. 1945 wird die Abteilung umgegliedert und eine Kompanie kommt nach Brunsbüttelkoog und drei nach Hamburg.
- Die Marine-Bordflak-Abteilung Oslo wird im Oktober 1943 zur 3. Marine-Bordflak-Abteilung mit acht Kompanien (Kristiansand, Bergen, Drontheim, Tromsö, Oslo, Narvik, Hammerfest und Kirkenes). Ende 1944 musste die Abteilung die Kompanien aus Tromsö, Narvik und Kirkenes zur Aufstellung der 7. Marine-Bordflak-Abteilung (Narvik) abgeben.
- Die Marine-Bordflak-Abteilung Rotterdam wird im Oktober 1943 zur 4. Marine-Bordflak-Abteilung mit acht Kompanien (Langeoog, Rotterdam, Bremen, Nordenham, Emden, Wesermünde, Appingedam und Bremen). Im September 1944 wurde die Abteilung nach Nordenham verlegt und auf vier Kompanien (Bremen, Wesermünde, Bremen, Nordenham) reduziert. Im Dezember 1944 werden Teile der Abteilung zur Aufstellung der 6. Marine-Bordflak-Abteilung (Langeoog) herangezogen. Zu Kriegsende stand die Abteilung in Brunsbüttelkoog.
- Die Marine-Bordflak-Abteilung Bordeaux wird im Oktober 1943 zur 10. Marine-Bordflak-Abteilung mit fünf Kompanien (1. Le Havre, 3. Cherbourg). Im September 1944 wird die Abteilung aufgelöst und das Personal in das Marine-Regiment von Pflugk-Hartung eingegliedert.

Zusätzlich ab Dezember 1944:
- 5. Marine-Bordflak-Abteilung (Rendsburg) mit fünf Kompanien (Aalborg, Kiel, Aarhus, Kiel-Holtenau, Lübeck) aus Teilen der 1. Marine-Bordflak-Abteilung
- 6. Marine-Bordflak-Abteilung (Langeoog) mit fünf Kompanien (Langeoog, Rotterdam, Wilhelmshaven, Emden, Emden) aus Teilen der 2. Marine-Bordflak-Abteilung und 4. Marine-Bordflak-Abteilung
- 7. Marine-Bordflak-Abteilung (Narvik) mit vier Kompanien (Narvik, Bodö, Harstad, Tromsö) aus Teilen der 3. Marine-Bordflak-Abteilung

## Weitere Marine-Bordflak-Abteilungen
Im Zuge der Aufstellung der Marine-Bordflak-Brigade Nord und den späteren Umorganisationen entstanden weitere Marine-Bordflak-Abteilungen, welche aber nicht der Brigade unterstellt waren:
- Die 1. Marine-Bordflak-Abteilung Süd entsteht im Juni 1943 durch die Teilung der Marine-Bordflak-Abteilung Süd und wird dabei von Neapel nach Genua verlegt. Die Unterstellung erfolgt unter den deutschen Seetransportchef Italien, ab 1944 unter das Deutsche Marinekommando Italien. Im Oktober 1943 wird die 1. Marine-Bordflak-Abteilung Süd zur 20. Marine-Bordflak-Abteilung mit erst vier, später fünf Kompanien umgegliedert. Im November 1944 wird die Abteilung aufgelöst.
- Die 2. Marine-Bordflak-Abteilung Süd entsteht im Juni 1943 durch die Teilung der Marine-Bordflak-Abteilung Süd und wird dabei von Triest nach Castellammare verlegt. Die Unterstellung erfolgt unter den Seetransportchef Adria, ab 1944 unter das Deutsche Marinekommando Italien. Im Oktober 1943 wird die 2. Marine-Bordflak-Abteilung Süd zur 22. Marine-Bordflak-Abteilung mit fünf Kompanien umgegliedert.
- Die Marine-Bordflak-Abteilung Piräus wird im Oktober 1943 zur 31. Marine-Bordflak-Abteilung mit drei Kompanien. Die Unterstellung erfolgt unter den Admiral Ägäis. Im Oktober 1944 wird die Abteilung für den Schutz der Eisenbahntransporte aus dem Südostraum herangezogen und anschließend aufgelöst.
- Die Marine-Bordflak-Abteilung Eupatoria wird im Oktober 1943 zur 33. Marine-Bordflak-Abteilung mit vier Kompanien (Konstanza, Konstanza, Varna, Braila). Die Unterstellung erfolgt unter den Seetransportchef Schwarzes Meer. Die Abteilung kam erst nach Sewastopol, dann im Mai 1944 nach Konstanza und wurde im August 1944 in Rumänien vernichtet.